# Платен, Бальцар фон (изобретатель)
Бальцар фон Платен (швед. Baltzar von Platen; 24 февраля 1898, Мальмё — 29 апреля 1984, Италия) — шведский инженер, изобретатель и предприниматель.

## Биография
Во время учёбы в Королевском технологическом институте в Стокгольме вместе с сокурсником Карлом Мунтерсом в 1922 году изобрёл первый в мире абсорбционный холодильник, который был запатентован в 1923 году.
В 1925 году изобретатели получили премию Полхейма. В том же году основатель компании Electrolux А. Веннер-Грен увидел значительный потенциал в разработке Карла Мунтерса и Бальтазара фон Платена и вложил в неё собственные средства. Так появился первый в мире абсорбционный холодильник, который работал на газе, керосине или электричестве. Уже к 1936 году Electrolux произвёл свой миллионный холодильник.
В 1925 году они продали патентные права А. Веннер-Грену, за которые получили 560 000 шведских крон и роялти около 0,50 шведских крон за каждый проданный холодильник. До 1927 года Б. фон Платен и Карл Мунтерс работали над совершенствованием своего изобретения.
В 1930-х годах Б. фон Платен занимался созданием пресса для производства искусственных алмазов.
Умер в Италии. Был похоронен в Истаде, Швеция.